# John Crawford (kierowca)
John Crawford – nowozelandzki kierowca wyścigowy.

## Biografia
W 1982 roku zadebiutował samochodom marki Valour w Nowozelandzkiej Formule Ford. We wszystkich trzech wyścigach, w jakich wtedy uczestniczył, stał na podium. Rok później zmienił pojazd na Van Diemena. W sezonie 1984/1985 ścigał się Reynardem FF84. Po odniesieniu jednego zwycięstwa i dwóch podiów został mistrzem serii. Ponadto w tym samym okresie był uczestnikiem Nowozelandzkiej Formuły Pacific, w której Raltem RT1 zajął dwunaste miejsce. W sezonie 1985/1986 rywalizował w Nowozelandzkiej Formule Mondial. Po zakończeniu kariery wyścigowej założył zespół wyścigowy Motorsport Solutions.